# 白仙玉属
白仙玉属（学名：Matucana）为仙人掌科的一个属。 本属植物只发现于秘鲁。，大部分沿着马腊尼翁河（Marañón River）。

## 物种
本属包括以下物种：
- 黄仙玉 Matucana aurantiaca
- 贵宝青 Matucana aureiflora
- 奇仙玉 Matucana madisoniorum